# Nadjim Abdou
Nadjim Abdou (Francia, 13 de julio de 1984) es un futbolista comorense que juega en el F. C. Martigues de Francia como centrocampista. Ha sido internacional con la selección de Comoras.

## Trayectoria deportiva

### Inicios en Francia
Abdou comenzó su carrera futbolística en el equipo de su ciudad natal, el Martigues en 2002, para fichar posteriormente por el Sedan en 2003, donde, después de tres temporadas en la Ligue 2, consigue ascender y jugar una temporada en la Ligue 1 in 2006-07. El Sedan quedó en la posición 19 descendiendo.

### Plymouth Argyle
Después de unas pruebas en el verano de 2007, "Jimmy" Abdou recala en la liga inglesa fichando por el club Plymouth Argyle al que llega con carta de libertad el 20 de agosto. Debuta en liga con el equipo el 25 de agosto en el minuto 62, en el partido frente al Barnsley, perdiendo 3-2. Anotó su primer gol en el fútbol inglés frente al Scunthorpe United en la victoria por 3 a 0 en el Home Park el 1 de diciembre de 2007. Después de las discusiones por su contrato en abril de 2008, Abdou deja Plymouth en junio de 2008 después de rechazar la oferta del club y ficha por el Millwall el 3 de julio de 2008.

### Millwall
El fichaje de Abdou ha sido exitoso hasta el momento para el club de Kenny Jackett a pesar de dos pequeñas lesiones sufridas hasta el momento. Se ha hecho fijo en el centro del campo del equipo. Abdou consiguió el gol de la victoria en la semifinal de la eliminatoria de la Liga 1 contra el Leeds United en Elland Road el 14 de mayo de 2009 consiguiendo llevar por primera vez al Millwall a jugar la final en Wembley, que finalmente perdieron frente al Scunthorpe United por 3 a 2. Sin embargo, en la temporada siguiente consiguen la ansiada promoción venciendo en la final de la eliminatoria al Swindon Town.
En abril de 2012, Abdou fue nombrado "jugador del año" de la temporada 2011–12 por la votación de los aficionados del Millwall. "Me gustaría dar las gracias a todos los fans que votaron por mí, y a mis compañeros de equipo y porque este es un juego de equipo", dijo después de enterarse del premio.

## Selección de Comoras
Abdou obtuvo su primera convocatoria con la selección de fútbol de Comoras para un partido de clasificación para la Copa Africana de Naciones contra Mozambique el 9 de octubre de 2010. Jugó el partido completo, que perdió por 1-0 después de que las Comoras encajaran un gol en el tiempo de descuento.

## Clubes
| Club                        | País       | Año       |
| --------------------------- | ---------- | --------- |
| F. C. Martigues             | Francia    | 2002-2003 |
| C. S. Sedan                 | Francia    | 2003-2007 |
| Plymouth Argyle F. C.       | Inglaterra | 2007-2008 |
| Millwall F. C.              | Inglaterra | 2008-2018 |
| A. F. C. Wimbledon (cedido) | Inglaterra | 2017-2018 |
| F. C. Martigues             | Francia    | 2018-     |